# バート・シャーリー
バートン・アービン・シャーリー（Barton Arvin Shirley, 1940年1月4日 - ）は、アメリカ合衆国テキサス州コーパスクリスティ出身の元プロ野球選手（内野手）・コーチ。
日本での登録名は「バート」。セ・リーグ初の遊撃手部門のダイヤモンドグラブ賞（現在のゴールデングラブ賞）を受賞している。

## 経歴
W.B.レイ高等学校を経て、テキサス大学卒業後の1961年にロサンゼルス・ドジャースへ入団し、1964年9月14日のパイレーツ戦（ドジャー）でメジャー初出場を果たす。1967年にニューヨーク・メッツで1年だけプレーした後、1968年にドジャースへ復帰。アメリカ時代から好守は認められていたものの、打撃の非力さを指摘され、大半をマイナーリーグで過ごす。
1971年に中日ドラゴンズへ入団し、6月23日のヤクルト戦（中日）で会田照夫から初ソロ本塁打を放った。1972年には第1回ダイヤモンドグラブ賞を受賞するが、遊撃で同賞を獲得した助っ人は2022年現在もバートだけである。正確かつダイナミックな守備は投手陣の心を掴み、日本球界では珍しい守備特化型の助っ人になったが、同年は4月9日の開幕カードの阪神戦（中日）から打棒が開花。ダブルヘッダー第1試合で古沢憲司から1号本塁打、第2試合で江夏豊からサヨナラ満塁本塁打を放った。開幕1週間で17打点を稼ぐ活躍を見せて打撃開眼かと首脳陣を喜ばせたが、オールスター後は調子を落としてしまう。カールトン半田直伝のバックトス、グラブトスの名手であった高木守道の守備も、バートとのコンビで最も開花したが、同年限りで現役を引退。
引退後は古巣・ドジャースのマイナーリーグ監督（1973年 - 1975年）を経て、中日で一軍守備コーチ（1976年）→技術顧問（1977年）を務めた。中日では三塁ベースコーチを務めたほか、与那嶺要監督の良き相談役としても一役買い、田野倉利男・宇野勝らを育てた。1978年より故郷のコーパスクリスティに戻り、保険業を営む傍らでスーパーバイザーとして後進の育成に努めた。

## 詳細情報

### 年度別打撃成績
| 年 度    | 球 団    | 試 合 | 打 席 | 打 数 | 得 点 | 安 打 | 二 塁 打 | 三 塁 打 | 本 塁 打 | 塁 打 | 打 点 | 盗 塁 | 盗 塁 死 | 犠 打 | 犠 飛 | 四 球 | 敬 遠 | 死 球 | 三 振 | 併 殺 打 | 打 率 | 出 塁 率 | 長 打 率 | O P S |
| -------- | -------- | ----- | ----- | ----- | ----- | ----- | -------- | -------- | -------- | ----- | ----- | ----- | -------- | ----- | ----- | ----- | ----- | ----- | ----- | -------- | ----- | -------- | -------- | ----- |
| 1964     | LAD      | 18    | 66    | 62    | 6     | 17    | 1        | 1        | 0        | 20    | 7     | 0     | 0        | 0     | 0     | 4     | 2     | 0     | 8     | 4        | .274  | .318     | .323     | .641  |
| 1966     | LAD      | 12    | 5     | 5     | 2     | 1     | 0        | 0        | 0        | 1     | 0     | 0     | 0        | 0     | 0     | 0     | 0     | 0     | 2     | 0        | .200  | .200     | .200     | .400  |
| 1967     | NYM      | 6     | 12    | 12    | 1     | 0     | 0        | 0        | 0        | 0     | 0     | 0     | 0        | 0     | 0     | 0     | 0     | 0     | 5     | 0        | .000  | .000     | .000     | .000  |
| 1968     | LAD      | 39    | 96    | 83    | 6     | 15    | 3        | 0        | 0        | 18    | 4     | 0     | 1        | 3     | 0     | 10    | 1     | 0     | 13    | 5        | .181  | .269     | .217     | .486  |
| 1971     | 中日     | 122   | 370   | 344   | 16    | 60    | 15       | 2        | 3        | 88    | 28    | 3     | 6        | 4     | 2     | 19    | 2     | 1     | 36    | 8        | .174  | .219     | .256     | .474  |
| 1972     | 中日     | 124   | 426   | 403   | 32    | 77    | 11       | 2        | 12       | 128   | 51    | 1     | 1        | 1     | 2     | 17    | 3     | 3     | 80    | 9        | .191  | .228     | .318     | .546  |
| MLB：2年 | MLB：2年 | 75    | 179   | 162   | 15    | 33    | 4        | 1        | 0        | 39    | 11    | 0     | 1        | 3     | 0     | 14    | 3     | 0     | 28    | 9        | .204  | .267     | .241     | .508  |
| NPB：2年 | NPB：2年 | 246   | 796   | 747   | 48    | 137   | 26       | 4        | 15       | 216   | 79    | 4     | 7        | 5     | 4     | 36    | 5     | 4     | 116   | 17       | .183  | .224     | .289     | .513  |

### 表彰
NPB
- ダイヤモンドグラブ賞：1回 （1972年）※遊撃手部門でのセ・リーグ史上初の受賞[1]

### 記録
NPB
- 初出場・初先発出場：1971年4月10日、対阪神タイガース1回戦（阪神甲子園球場）、2番・遊撃手で先発出場
- 初安打：1971年4月13日、対読売ジャイアンツ2回戦（中日スタヂアム）、4回裏に関本四十四から
- 初打点：1971年5月9日、対広島東洋カープ4回戦（中日スタヂアム）、2回裏に大羽進から2点適時打
- 初本塁打：1971年6月23日、対ヤクルトアトムズ10回戦（中日スタヂアム）、5回裏に会田照夫から左越ソロ

### 背番号
- 23 （1964年）
- 2 （1966年、1972年）
- 6 （1967年、1971年）
- 11 （1968年）
- 60 （1976年 - 1977年）